# NGC 1245
NGC 1245 ist ein Offener Sternhaufen vom Trumpler-Typ III1r im Sternbild Perseus am Nordsternhimmel. Er hat eine Winkelausdehnung von 10,0' und eine scheinbare Helligkeit von 8,4 mag. 
Das Objekt wurde am 11. Dezember 1786 von dem deutsch-britischen Astronomen Friedrich Wilhelm Herschel entdeckt.